# Tarmow
Tarmow ist ein Ortsteil der Gemeinde Fehrbellin im Landkreis Ostprignitz-Ruppin in Brandenburg.

## Lage
Tarmow liegt am Rande des Ländchens Bellin südlich des Rhinluchs. Am westlichen Ortsrand führt die Landesstraße L 16 vorbei; einen Kilometer westlich verläuft die A 24.

## Geschichte

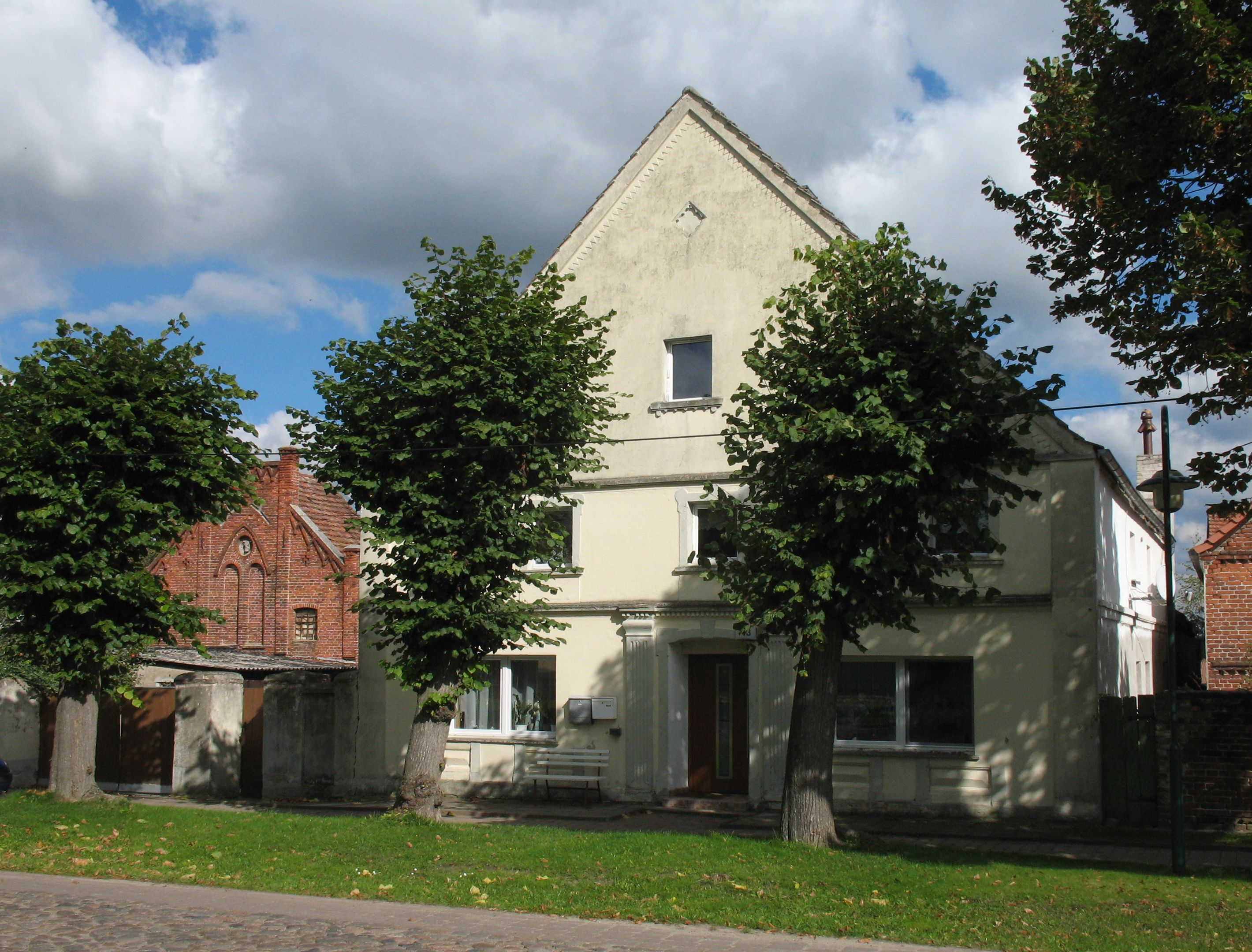
Mittelflurhaus Dorfstraße 43

Im Jahr 1294 fand Tarmow als Terme in einer Urkunde seine Ersterwähnung. Fast dreihundert Jahre (bis 1571) war es im Besitz der Bischöfe von Havelberg. Danach gelangte es zum Amt Fehrbellin. Der historische Ortskern liegt um die Dorfstraße herum. 
Im Jahr 1835 weihte die Kirchengemeinde eine neue Dorfkirche ein, deren Baupläne auf die Normalkirche Schinkels zurückgehen. Die Bauleitung lag in der Hand von Friedrich Wilhelm Eduard Jacobi. In diesen Jahren (1840) hatte Tarmow etwa 200 Einwohner, zwei Ziegeleien und eine Windmühle. Der im Rhinluch vorgenommene Torfabbau führte Arbeiter aus anderen deutschen Gegenden hierher, wodurch sich die Anzahl der Bewohner in kurzer Zeit verdoppelte. Die neuen Wohngebäude entstanden vor allem entlang der Chaussee von Fehrbellin nach Hakenberg.
Für die Jahre 1933 und 1939 sind 390 bzw. 370 Einwohner in Tarmow dokumentiert.
Als in den 1970er Jahren die A 24 von Berlin nach Hamburg gebaut wurde, holten die Baufirmen Sand für die Trasse aus dem Luchgebiet. Als sich die Sandgruben mit Grundwasser füllten, entstand der Tarmower Badesee.
Nach der Wende, 1992 entwickelte sich in der Nähe des Ortes Tarmow der Gewerbepark Ländchen Bellin, außerdem konnten Straßen und Wege in Tarmow erneuert werden. Der Ort erhielt auch eine neue Straßenbeleuchtung und eine Schmutzwasser-Kanalisation. Schließlich wurde 2004 ein neues Gemeinde- und Feuerwehrhaus in Betrieb genommen.
Im Jahr 1993 etablierte sich der Bauhof des Wasser- und Bodenverbands Fehrbellin in Tarmow.
Zum 26. Oktober 2003 wurde Tarmow per Gesetz in die Gemeinde Fehrbellin eingegliedert.